# Vers
Versul este un rând dintr-o poezie, în care sunt respectate regulile referitoare la ritm, rimă și măsură. Acesta este versul clasic. 
O definiție alternativă a versului in concepție ultra-modernistă este:
"Versul este o propoziție fara punct."
În afară de acest gen de vers(clasic) mai există:
- vers liber - vers lipsit de constrângerile de ordin prozodic ale poeziei clasice (măsură, rimă, ritm clasic), dar poate avea un ritm interior, dictat de ideea sau de starea poetică;
- vers alb - vers lipsit doar de rimă.
- vers endecasilabic - vers format din 11 silabe.